# 石井大智
石井 大智（いしい だいち、1997年7月29日 - ）は、秋田県秋田市出身のプロ野球選手（投手）。右投右打。阪神タイガース所属。
NPB史上唯一の、高等専門学校卒業選手。
世界記録となる41試合連続登板無失点記録（継続中）保持者である。

## 経歴

### プロ入り前
秋田市立旭川小学校3年で「旭川スポーツ少年団」に入団し野球を始める。秋田市立秋田東中学校時代は同校の軟式野球部に所属。2年時までエースだったが、3年時に同学年の成田翔がエースとなり、自身は内野手となる。
秋田工業高等専門学校に進学。元は中学で野球をやめる予定で、「工業系の仕事に進みたい」という理由で進学を選択した。専攻は環境都市工学だった。しかし野球を続け、入部当時は「遠投は80メートル、球速は120キロ出ていたかどうか」という選手であったと当時の監督・白根弘也は述べている。球速を向上させた2年生の秋からエースとなり、3年夏の秋田大会では初戦の大曲農業高校太田分校戦で3安打完封勝利。2回戦の秋田修英高校戦で0-7で敗退。高野連の大会出場資格を失った4年および5年時は体力づくりに専念し、練習試合で実戦感覚を養う。4年生の時に就職活動し、いったんは大手企業から内定を得たものの、5年生になる頃に監督の白根にプロ選手志望を打ち明けた。中学時代のチームメイトだった成田翔がロッテに入団したことで「同じ舞台で戦いたい」とNPB入りを目指したためだった。白根はこれに応えるべく、四国アイランドリーグplusの高知ファイティングドッグスが実施した独自トライアウトに石井を参加させ、高知監督の駒田徳広から内々定を得た。一方学業では木造住宅の耐震性を研究テーマに選び、上位1/4に常に入る成績を収め、指導教員・寺本尚史の研究室にダンベルを持ち込むことまでしたという。
2017年11月に実施されたアイランドリーグのドラフトに高知から4巡目で指名され入団。背番号は17。当時の球速は136 - 137km/hで、獲得を決めた駒田は独立リーグでは通用してもNPBに行けるとは正直思っていなかったと2021年に述べている。

### 四国IL高知時代
2018年は21試合に登板し、2勝4敗、防御率2.08を記録。オフにはみやざきフェニックス・リーグの四国IL選抜チームに選出された。
2019年は開幕戦の徳島インディゴソックス戦に先発し、9回を15奪三振、被安打を初回の岸潤一郎の二塁打1本のみに抑え完封勝利を挙げた。シーズンでは18試合に登板し、チーム最多の108回1/3を投げ6勝5敗、防御率1.50を記録。122奪三振を挙げ最多奪三振のタイトルを獲得した。ストレートの最速は151km/hを計測。2年連続でみやざきフェニックス・リーグの四国IL選抜チームに選出された。このシーズン頃には直球の球速が150km/h台にまで向上し、駒田は「練習への取り組み方が他の選手とは違っていたね」と後に話している。
2020年は17試合に登板し、6勝7敗、防御率1.69、129奪三振を記録。9月には自己最速を2km/h更新する153km/hを計測した。10月23日の徳島との首位攻防戦に先発するが、7回3失点（自責点0）で敗戦投手となり、徳島のリーグ連覇を許した。このシーズンにはNPB10球団から調査書が届いた。
2020年のドラフト会議で阪神タイガースから8巡目指名を受け、契約金1500万円、年俸550万円で仮契約を結んだ。背番号は69。高等専門学校出身者がNPBドラフト会議で指名を受けるのは鬼屋敷正人以来2人目、高等専門学校卒業者及び国立高等専門学校出身者では史上初である。

### 阪神時代
2021年2月のキャンプでは一軍メンバーに入り、そのまま開幕一軍入り。公式戦初登板は3月26日、開幕戦となる対ヤクルト戦（神宮）の7回で、1点リードの場面から塩見泰隆に同点となる三塁打を打たれた。5試合に登板したのち、4月19日に登録を抹消され、二軍降格。その後も二度、一軍昇格と二軍降格を繰り返し、8月26日の登録抹消後は一軍復帰はならず、初年度の成績は18試合に登板して0勝1敗、防御率6.23だった。
2022年も開幕一軍入りし、引き続き救援投手としてマウンドに上がり防御率0.75と前年より大幅に良化。ただ、シーズン中に新型コロナウイルス陽性判定を受けたこともあり登板数は前年と同じ18試合に留まった。
2023年も開幕一軍入りすると、5月11日のヤクルト戦でプロ入り初勝利を挙げ、NPB初の高専卒の勝利投手となった。しかし、このときの登板で腰を痛め、当初予定されていたヒーローインタビューに登壇できなかった。登板13試合で1勝5ホールド、防御率0.60の好成績を挙げていたが、翌12日、腰痛を理由に出場選手登録を抹消された。故障内容についてスポーツ紙では「腰部の疲労骨折の可能性が高い」と報じている。その後復帰して最終的にキャリアハイとなる1勝1敗19ホールド、防御率1.35の成績を残した。クライマックスシリーズや日本シリーズにも登板した。オフの12月5日に2750万円増となる推定年俸4000万円で契約を更改した。
2024年も4年連続の開幕一軍入りとなった。3月30日、開幕2戦目の読売ジャイアンツ戦（東京ドーム）で7回から登板するも、1回2安打2失点（自責1）を喫する。この試合により、オープン戦から3試合連続での失点を喫する内容の悪さで、翌日よりベンチメンバーを外れ、4月3日に登録抹消となった。5月4日に再昇格されると、6月21日の対横浜DeNAベイスターズ戦（阪神甲子園球場）で両者無得点で迎えた9回表に4番手で救援登板し、1回無失点に抑えると、同回裏にサヨナラ勝ちし、シーズン初勝利を挙げた。再昇格後は後半戦に19試合連続無失点を記録するなど安定した投球を見せ、9・10月は14試合に登板して12回2/3を無失点、月間防御率0.00の成績で球団選定月間最優秀選手に選出された。最終的に56試合の登板で4勝1敗1セーブ30ホールド、防御率1.48の成績を残した。12月6日に4200万円増の推定年俸8200万円で契約を更改した。
2025年も開幕一軍入りを果たす。3、4月は8試合連続無失点を記録するなど11試合に登板して防御率0.75と好調だったが、体調不良のため4月30日に登録を外れた。5月10日に一軍再昇格し、再昇格後は最終回を任される局面も多くあり、6月6日時点では24試合に登板して防御率0.36と救援陣を支えてきた。しかし、同日のオリックス・バファローズ戦で9回に登板した際に先頭の廣岡大志の打球が頭部を直撃。そのまま立ち上がることはできず担架に乗せられ緊急降板となり、その後救急車で搬送された。監督の藤川球児は石井について「意識はある」と説明したが、翌日脳震盪特例措置で登録抹消された。同17日には二軍で練習を再開した。同29日に実戦復帰を果たすと、三者連続三球三振を記録し、7月1日に一軍へ復帰すると、同日の読売ジャイアンツ戦にて8回に登板。ピンチを招くも無失点に抑えた。復帰2戦目となった3日には9回を無失点に抑えると、直後にチームがサヨナラ勝ちしたため、勝ち投手となった。7日には監督選抜により自身初のオールスターゲーム出場が決まった。同13日のヤクルト戦で登板して無失点に抑えたことで、球団での連続試合無失点記録が湯浅京己を抜いて歴代2位の29試合となった。その後も記録を伸ばし、8月13日の広島東洋カープ戦で9回に登板して無失点に抑え、藤川球児の持つ球団及びセ・リーグ記録を更新する39試合連続無失点とする。さらに8月17日の読売ジャイアンツ戦で8回に登板し無失点に抑えたことで平良海馬が持つNPBの同記録を更新する40試合連続無失点とした。40試合連続無失点はメジャーリーグでも最多記録として2度達成されているがいずれも2シーズンをまたいだ記録であり、1シーズンとしては日米を通して史上初。

## 選手としての特徴
オーバースローから最速155 km/hのストレートとシンカー、スライダー、カットボール、カーブを投げる。シンカーは潮崎哲也を参考にして習得した。

## 人物
2022年11月に、同年シーズン開幕前に結婚していたことを明らかにした。妻は神奈川県出身の一般女性で、高知時代にスタジアムアナウンスを担当しており、石井より7歳年上である。NPBドラフト指名直後から約1年2か月の交際期間を経ての結婚だった。2022年の初登板となったヤクルト戦でホセ・オスナに本塁打を打たれた試合後、帰宅した石井を「後悔のないように」プレーするよう元気づけたという。2024年9月に第一子となる長男が誕生した。
最初にプロ入りした高知ファイティングドッグスは常に気に掛けており、阪神に入団後も個人的に球団スポンサーとなり支援を続けている。

## 詳細情報

### 年度別投手成績
| 年 度     | 球 団     | 登 板 | 先 発 | 完 投 | 完 封 | 無 四 球 | 勝 利 | 敗 戦 | セ 丨 ブ | ホ 丨 ル ド | 勝 率 | 打 者 | 投 球 回 | 被 安 打 | 被 本 塁 打 | 与 四 球 | 敬 遠 | 与 死 球 | 奪 三 振 | 暴 投 | ボ 丨 ク | 失 点 | 自 責 点 | 防 御 率 | W H I P |
| --------- | --------- | ----- | ----- | ----- | ----- | -------- | ----- | ----- | -------- | ----------- | ----- | ----- | -------- | -------- | ----------- | -------- | ----- | -------- | -------- | ----- | -------- | ----- | -------- | -------- | ------- |
| 2021      | 阪神      | 18    | 0     | 0     | 0     | 0        | 0     | 1     | 0        | 0           | .000  | 75    | 17.1     | 17       | 3           | 6        | 1     | 0        | 16       | 1     | 0        | 12    | 12       | 6.23     | 1.33    |
| 2022      | 阪神      | 18    | 0     | 0     | 0     | 0        | 0     | 1     | 0        | 0           | .000  | 94    | 24.0     | 11       | 2           | 9        | 2     | 2        | 24       | 2     | 0        | 4     | 2        | 0.75     | 0.83    |
| 2023      | 阪神      | 44    | 0     | 0     | 0     | 0        | 1     | 1     | 0        | 19          | .500  | 165   | 40.0     | 43       | 2           | 8        | 1     | 1        | 29       | 0     | 0        | 8     | 6        | 1.35     | 1.28    |
| 2024      | 阪神      | 56    | 0     | 0     | 0     | 0        | 4     | 1     | 1        | 30          | .800  | 189   | 48.2     | 34       | 0           | 14       | 4     | 0        | 58       | 5     | 0        | 12    | 8        | 1.48     | 0.99    |
| 通算：4年 | 通算：4年 | 136   | 0     | 0     | 0     | 0        | 5     | 4     | 1        | 49          | .556  | 523   | 130.0    | 105      | 7           | 37       | 8     | 3        | 127      | 8     | 0        | 36    | 28       | 1.94     | 1.09    |

- 2024年度シーズン終了時

### 年度別守備成績
| 年 度 | 球 団 | 投手  | 投手  | 投手  | 投手  | 投手  | 投手     |
| 年 度 | 球 団 | 試 合 | 刺 殺 | 補 殺 | 失 策 | 併 殺 | 守 備 率 |
| ----- | ----- | ----- | ----- | ----- | ----- | ----- | -------- |
| 2021  | 阪神  | 18    | 0     | 2     | 0     | 0     | 1.000    |
| 2022  | 阪神  | 18    | 0     | 2     | 0     | 0     | 1.000    |
| 2023  | 阪神  | 44    | 1     | 3     | 0     | 0     | 1.000    |
| 2024  | 阪神  | 56    | 0     | 4     | 1     | 0     | .800     |
| 通算  | 通算  | 136   | 1     | 11    | 1     | 0     | .923     |

- 2024年度シーズン終了時

### 記録

#### 初記録
投手記録
- 初登板：2021年3月26日、対東京ヤクルトスワローズ1回戦（明治神宮野球場）、7回裏に3番手で救援登板、2/3回1失点[65]
- 初奪三振：同上、7回裏に山田哲人から空振り三振
- 初ホールド：2023年4月1日、対横浜DeNAベイスターズ2回戦（京セラドーム大阪）、10回表に6番手で救援登板、1回無失点[66]
- 初勝利：2023年5月11日、対東京ヤクルトスワローズ9回戦（阪神甲子園球場）、8回表に2番手で救援登板、1回無失点[67]
- 初セーブ：2024年10月3日、対横浜DeNAベイスターズ25回戦（横浜スタジアム）9回裏に5番手で救援登板・完了、1回無失点[68][69]

打撃記録
- 初打席：2022年8月4日、対読売ジャイアンツ18回戦（東京ドーム）、3回表に山﨑伊織から一ゴロ

#### その他の記録
- 40試合連続無失点（継続中）：2025年4月5日 - ※NPB記録、世界記録タイ、1シーズンでの記録継続は日米最長[70]

### 独立リーグでの投手成績
| 年 度   | 球 団   | 防 御 率 | 登 板 | 勝 利 | 敗 戦 | セ 丨 ブ | 完 投 | 完 封 | 無 四 球 | 投 球 回 | 打 者 | 被 安 打 | 被 本 塁 打 | 奪 三 振 | 与 四 球 | 与 死 球 | 失 点 | 自 責 点 | 暴 投 | ボ 丨 ク |
| ------- | ------- | -------- | ----- | ----- | ----- | -------- | ----- | ----- | -------- | -------- | ----- | -------- | ----------- | -------- | -------- | -------- | ----- | -------- | ----- | -------- |
| 2018    | 高知    | 2.08     | 21    | 2     | 4     | 0        | 0     | 0     | 0        | 56.1     | 226   | 43       | 1           | 62       | 13       | 2        | 20    | 13       | 7     | 0        |
| 2019    | 高知    | 1.50     | 18    | 6     | 5     | 0        | 5     | 2     | 1        | 108.1    | 419   | 62       | 2           | 122      | 35       | 3        | 24    | 18       | 15    | 0        |
| 2020    | 高知    | 1.69     | 17    | 6     | 7     | 0        | 3     | 0     | 2        | 101      | 396   | 82       | 2           | 129      | 11       | 2        | 26    | 19       | 3     | 0        |
| IL：3年 | IL：3年 | 1.69     | 56    | 14    | 16    | 0        | 8     | 2     | 3        | 265.2    | 1041  | 187      | 5           | 313      | 59       | 7        | 70    | 50       | 25    | 0        |

- 各年度の太字はリーグ最高

### 背番号
- 17（2018年[12] - 2020年）
- 69（2021年[24] - ）